# 南部町立法勝寺中学校
南部町立法勝寺中学校（なんぶちょうりつ ほっしょうじちゅうがっこう）は、鳥取県西伯郡南部町にある公立中学校。

## 概要
- 校区は、西伯小学校の通学区域となっている。かつては法勝寺部落にあったが、移転したため現在の所在地は馬場。

## 校訓
自主 責任 明朗

## 沿革
- 1947年（昭和22年）4月29日 - 法勝寺村・上長田村・東長田村・大国村・天津村組合立法勝寺中学校として設立。
- 1955年（昭和30年）3月29日 - 上記5か村が合併し西伯町となったため、西伯町立法勝寺中学校に改称。
- 1985年（昭和60年） - わかとり国体でライフル射撃の会場となる。
- 2004年（平成16年）10月1日 - 西伯町と会見町が合併し南部町となったため、南部町立法勝寺中学校に改称。

## 部活動

### 運動部
- 野球部 - 第1、2回の県中学校総合体育大会を連覇した古豪
- サッカー部
- ソフトボール部（女子）
- バレーボール部（女子）
- バスケットボール部（男子・女子）
- ソフトテニス部（男子・女子）
- 陸上部

### 文化部
- 吹奏楽部
- 科学部
- 美術部
- 家庭部

## 著名な卒業生
- 福益敏 （メキシコシティオリンピックボート・エイト代表　米子東高校－同志社大学）
- 野口裕美 （元プロ野球・西武ライオンズ　米子東高校－立教大学）
- 田子康宏 （中国電力陸上競技部　由良育英高校-立命館大学　法勝寺中サッカー部OB）
- 丸谷拓也 （Jリーグ・サンフレッチェ広島　境高校）